# Григорій Старий
Григо́рій Іва́нович Ста́рий (справжнє прізвище — Бори́сов; 27 листопада [9 грудня] 1880, Бозієнь, Гинчештський район, Бессарабська губернія, Російська імперія — 11 жовтня 1937, Москва, РРФСР, СРСР) — український комуніст, учасник комуністичного руху в Україні та Молдові. Партійний та державний діяч Молдавської АРСР.

## Біографія
Народився 27 листопада (9 грудня) 1880 року в селі Бозієнь Бессарабської губернії (нині Гинчештський район Молдови) в родини залізничника.
У соціал-демократичному русі брав участь з 1900 року. Революційну роботу вів в Україні і Ростові-на-Дону. Брав участь у збройному повстанні в Горлівці в грудні 1905 року. Піддавався арештам та засланням.
Під час Першої світової війни був мобілізований в армію, де вів антидержавну революційну пропаганду серед солдатів Південно-Західного фронту. Після Лютневої революції 1917 року член армійського комітету.
Член комуністичної партії з 1918 року.
У 1918—1922 роках був одним з організаторів та керівників партизанського руху в відторгнутій Румунією Бессарабії. Керував Бендерським повстанням 27 травня 1919 року. Був членом Бессарабського обкому РКП (б). Заочно засуджувався румунською владою до страти.
У 1922—1924 роках навчався в Комуністичному університеті імені Я. М. Свердлова, працював в Одеському губкомі партії. Працював редактором першої молдавської газети в МАРСР «Плугарул Рошу» («Червоний орач»).
У 1924—1925 роках голова Тимчасового революційного комітету Молдавії.
У 1925—1926 роках — голова ЦВК МАРСР, в 1926—1928 і 1932—1937 роках — голова РНК Молдавської АРСР. Член ЦВК СРСР 3-7 скликань.
У 1928—1932 роках — на господарській роботі в Харкові: голова пайового товариства «Укрпайбуд». Делегат XVII з'їзду ВКП (б), V конгресу Комінтерну. На Надзвичайному восьмому Всесоюзному з'їзді Рад обраний членом комісії з редагування тексту Конституції СРСР.
22 червня 1937 року заарештований під час сталінських репресій, 8 жовтня — засуджений до страти, а 11 жовтня того ж року розстріляний. Реабілітований у 1955 році.

## Нагороди
Нагороджений орденом Леніна.

## Цікаві факти
У 1964 році ім'ям Старого названа колишня вулиця Виноробства в Кишинівському секторі Ботаніка. Після краху СРСР вулиця отримала назву Сармізегетуза на честь військового, релігійного та політичного центру Дакії (стародавнє королівство, згодом — римська провінція). Однак через важковимовну назву багато людей, в основному старих, називає вулицю по колишньому.
У Тирасполі на вулиці Пушкіна зберігся будинок № 19, в якому жив Григорій Старий. У його честь названа вулиця в Кіровському районі міста.
Крім іншого, відомий своєю антидуховною та антирелігійною діяльність — керував зносом Покровської церкви в центрі Тирасполя в 1931 році.
Іменем Старого в самопроголошеному Придністров'ї в місті Бендери та Тирасполь названі вулиці.
У місті Бендери на вулиці Старого та Тургенєва знаходяться два будинки, в яких свого часу проживав Григорій Іванович Борисов (Старий)